# Gakuen senki Muryō
Gakuen senki Muryō (学園戦記ムリョウ) est une série d’animation japonaise réalisée par Tatsuo Satō (en) et produite par le studio Madhouse. La série a été diffusée du 8 mai 2001 au 4 décembre 2001 sur la NHK. 

## Jeu vidéo
- 2003 : Gakuen senki Muryō sur Game Boy Advance